# Schloss Ober-Tschirnau

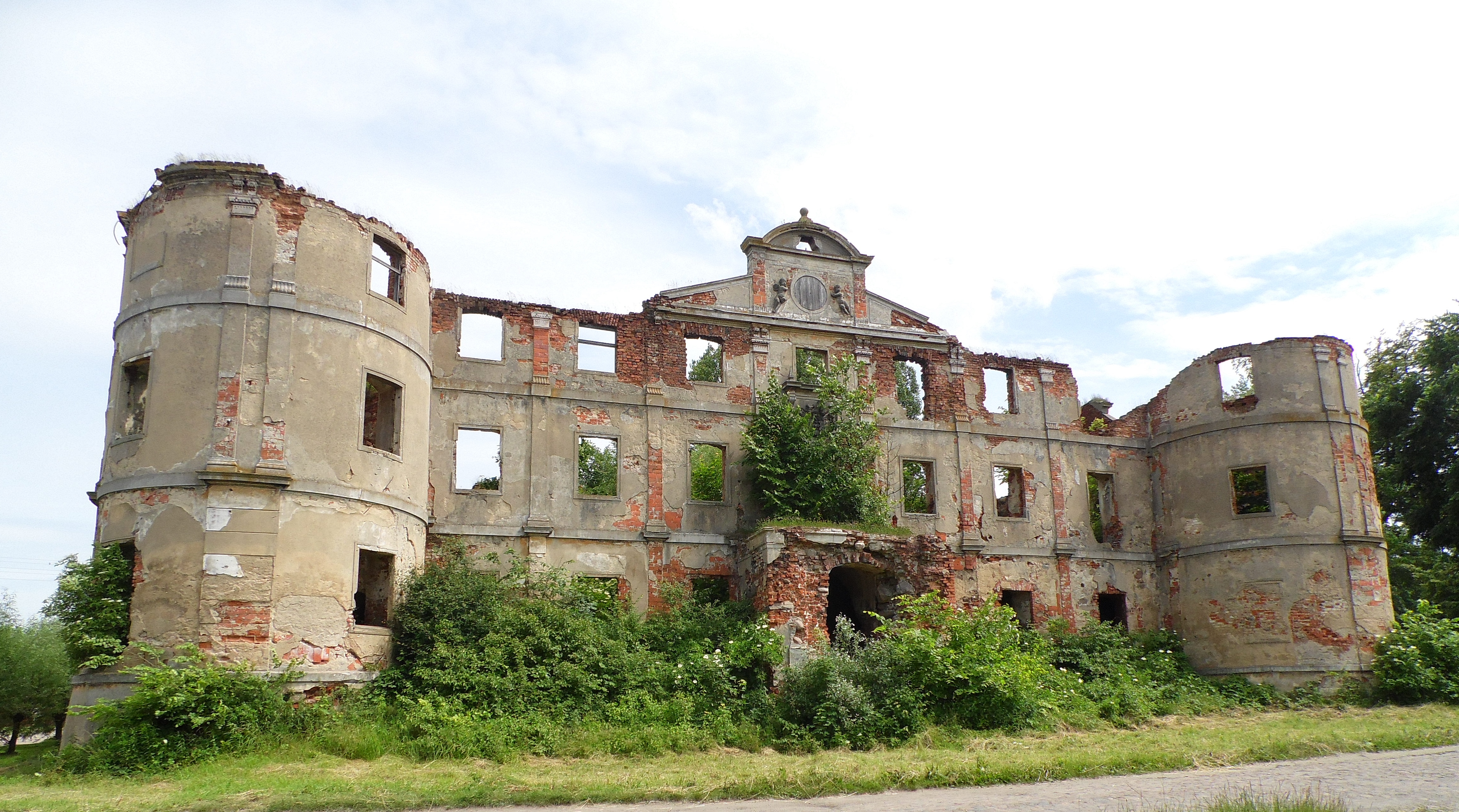
Westfassade der Schlossruine

Schloss Ober Tschirnau (polnisch Pałac w Czerninie Górnej) ist die Ruine eines Wasserschlosses in Czernina Górna (deutsch Ober Tschirnau) in der Stadt- und Landgemeinde Góra in der Woiwodschaft Niederschlesien in Polen.
Das Schloss ging auf eine mittelalterliche Wasserburg zurück. Es wurde vermutlich im 17. Jahrhundert von den Herren von von Stosch errichtet und später im Stil des Barock überformt. Die erste schriftliche Erwähnung der Anlage erfolgte 1626. Ab 1815 als Sitz eines adeligen Damenstifts genutzt, stand es nach Ende des Zweiten Weltkriegs leer und verfiel allmählich zur Ruine, die 1959 unter Denkmalschutz gestellt wurde.

## Geschichte
Das Vorwerk Groß Tschirnau war ursprünglich Kircheneigentum, kam im 14. Jahrhundert aber in adeligen Besitz. Erster namentlich bekannter Eigentümer aus dem Adelsstand war Jan Czerniński. Er war vermutlich Bauherr eines mittelalterlichen Vorgängerbaus des späteren Schlosses, den er in der Zeit um die Wende des 14. zum 15. Jahrhundert errichten ließ. Zu Beginn des 15. Jahrhunderts gehörte der Besitz dem Jocusch von der Czirne, der wahrscheinlich ein Sohn Jans war und der die damalige Wasserburg samt Gut 1430 an Magnus von Label verkaufte.
1492 erwarb Heinrich VI. von Dohna das Gut und vermachte es bei seinem Tod seinem Enkel Heinrich VII. von Dohna. Dieser veräußerte es im Jahr 1538 an die Brüder Alexander und Balthasar I. von Stosch. Nachdem Balthasar I. verstorben war, wurde sein Bruder Alexander alleiniger Eigentümer. Da er 1567 ohne Nachkommen starb, erbten Balthasars Söhne David, Wladislaw und Balthasar II. Groß-Tschirnau fiel dabei an Wladislaw, der es bei seinem Tod 1582 seinem Bruder Balthasar II. vermachte. Dessen drei Söhne teilten nach dem Tod des Vaters ihr Erbe 1595 untereinander auf. Groß Tschirnau wurde dabei in Unter Tschirnau und Ober Tschirnau getrennt. Letzteres ging mit der Burg an Kaspar von Stosch, der es 1627 seinen Söhnen aus erster Ehe, David und Alexander, hinterließ. Nach Davids Tod im Jahr 1642 wurde sein Bruder Alleinbesitzer. Er vermachte es 1680 seinem Sohn Georg Abraham, der mit Ursula Katharina von Kottwitz verheiratet war. Er ließ die im Dreißigjährigen Krieg geplünderte und verwüstete Anlage 1699 bis 1700 als Schloss im Stil des Barock wiederaufbauen. Davon zeugte eine reich skulptierte Wappendarstellung über dem Osteingang des Gebäudes.

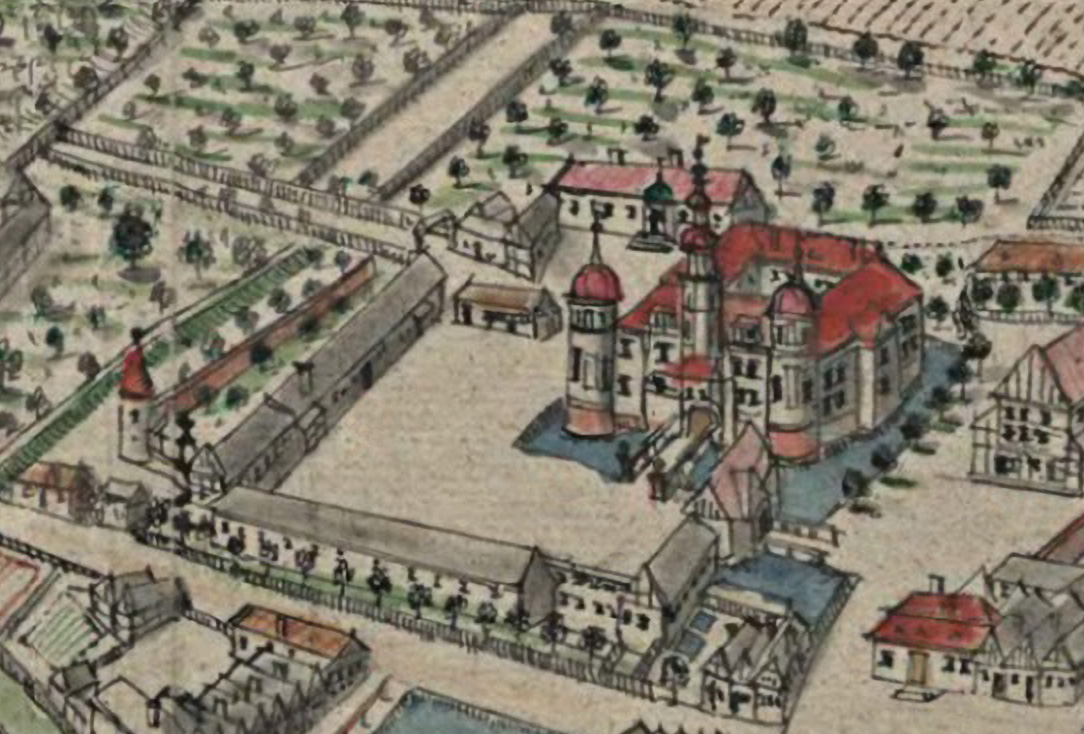
Schloss Ober Tschirnau im 18. Jh. auf einer Zeichnung von Friedrich Bernhard Werner

Das Schloss in den 1920er Jahren

Mit Georg Abrahams Tod im Jahr 1705 starb seine Familienlinie im Mannesstamm aus, und Schloss Ober Tschirnau kam an die ältere Schwester Hedwig Helene, Witwe des Friedrich von Schweinitz. Ihr folgte 1713 der Schwiegersohn Adam Melchior von Lestwitz als Schlossherr nach. Über seinen Sohn Georg Abraham gelangte der Besitz an den Enkel Carl Rudolph. Dieser ließ das Schlossgebäude um ein Geschoss erhöhen und die Westfassade neu gestalten. Von diesen Veränderungen stammt das heute noch erhaltenen Allianzwappen der Familien Stosch und Lestwitz über dem Haupteingang des Schlosses. Carl Rudolph starb am 27. August 1803 ohne direkte Erben und brachte Ober -Tschirnau mit diversen anderen Gütern in eine Stiftung zur Versorgung unverheirateter Frauen aus verarmtem, protestantischem schlesischen Adel ein. Das von Lestwitzsche Damenstift wurde im Jahr 1815 am 29. September, dem Geburtstag des Stifters, eröffnet, nachdem das Gut während der Napoleonischen Kriege als Lagerplatz für Heeresbedarf requiriert gewesen war. Unter der Führung einer Äbtissin und einer Priorin hatten zehn adelige Frauen dort ein Ein- und Auskommen und brachten im Gegenzug Mädchen sowie junge Frauen aus der Umgebung Fertigkeiten bei, die zur Führung eines Haushalts benötigt wurden. Außerdem betrieben die Stiftsdamen einen Kindergarten und boten Stadtkindern einen Ferienaufenthalt auf dem Land. In Kriegszeiten wurde das Stift zu einem Lazarett, nach 1918 wurden Flüchtlinge aus dem Baltikum dort untergebracht. 1937 gehörten mehr als 1300 Hektar Land zum Stiftsbesitz.
Das Damenstift existierte bis 1945 im Schloss, das den Zweiten Weltkrieg bis dahin unzerstört überstanden hatte, im Januar jenes Jahres aber ausbrannte. Anschließend ungenutzt, verfiel das Gebäude mangels Unterhalts und Pflege zu einer Ruine, die am 23. Februar 1959 unter Denkmalschutz gestellt und 1960 gesichert wurde.

## Beschreibung
Das Schloss ging auf ein Gutshaus aus der ersten Hälfte des 17. Jahrhunderts zurück, das wiederum unter Einbezug älterer Bausubstanz einer gotischen Wasserburg errichtet wurde. Davon zeugen heute noch die Reste mittelalterlichen Mauerwerks im nördlichen Teil der Ostfassade sowie ein Kellerraum mit Gewölbedecke aus dem 15. Jahrhundert. Der ehemalige Wassergraben, der das Schloss allseitig umgab, ist nur noch an der Süd- und Ostseite erhalten.
Das Gebäude war eine geschlossene Vierflügelanlage, deren Trakte einen Innenhof umgaben. Die westliche Fassade mit dem Portal war von zwei wuchtigen Rundtürmen mit Kegeldächern aus der Zeit der barocken Umgestaltung flankiert. Heute stehen nur noch die Außenmauern aus Backstein. Sie lassen den rechteckigen Grundriss des Gebäudes aber noch gut erkennen. Die sieben- und achtachsigen Fassaden der drei Geschosse erheben sich auf einem hohen Sockelgeschoss und sind durch Gesimse sowie ionische Pilaster, die auf Höhe des Erdgeschosses rustiziert sind, gegliedert. Zu dem rundbogigen Haupteingang des Schlosses in der Mittelachse der Westfassade führte eine breite Freitreppe hinauf. Der Eingang lag in einem eingeschossigen Vorbau, der einen Balkon mit Steinbrüstung trug. Darüber findet sich das skulptierte Allianzwappen der Familien von Stosch und von Lestwitz. Die drei mittleren Achsen der Westfassade sind durch einen mehrteiligen Giebel optisch zusammengefasst. Dieser zeigt zwei Putten, die eine runde Öffnung flankieren. Sie nahm ursprünglich einmal ein Ziffernblatt auf. An der Südseite des Schlosses springt ein zweichachsiger Mittelrisalit aus der Fassade hervor.
Der einstige, weitläufige Schlosspark ist heute nur noch als baumbestandenen Fläche erhalten.

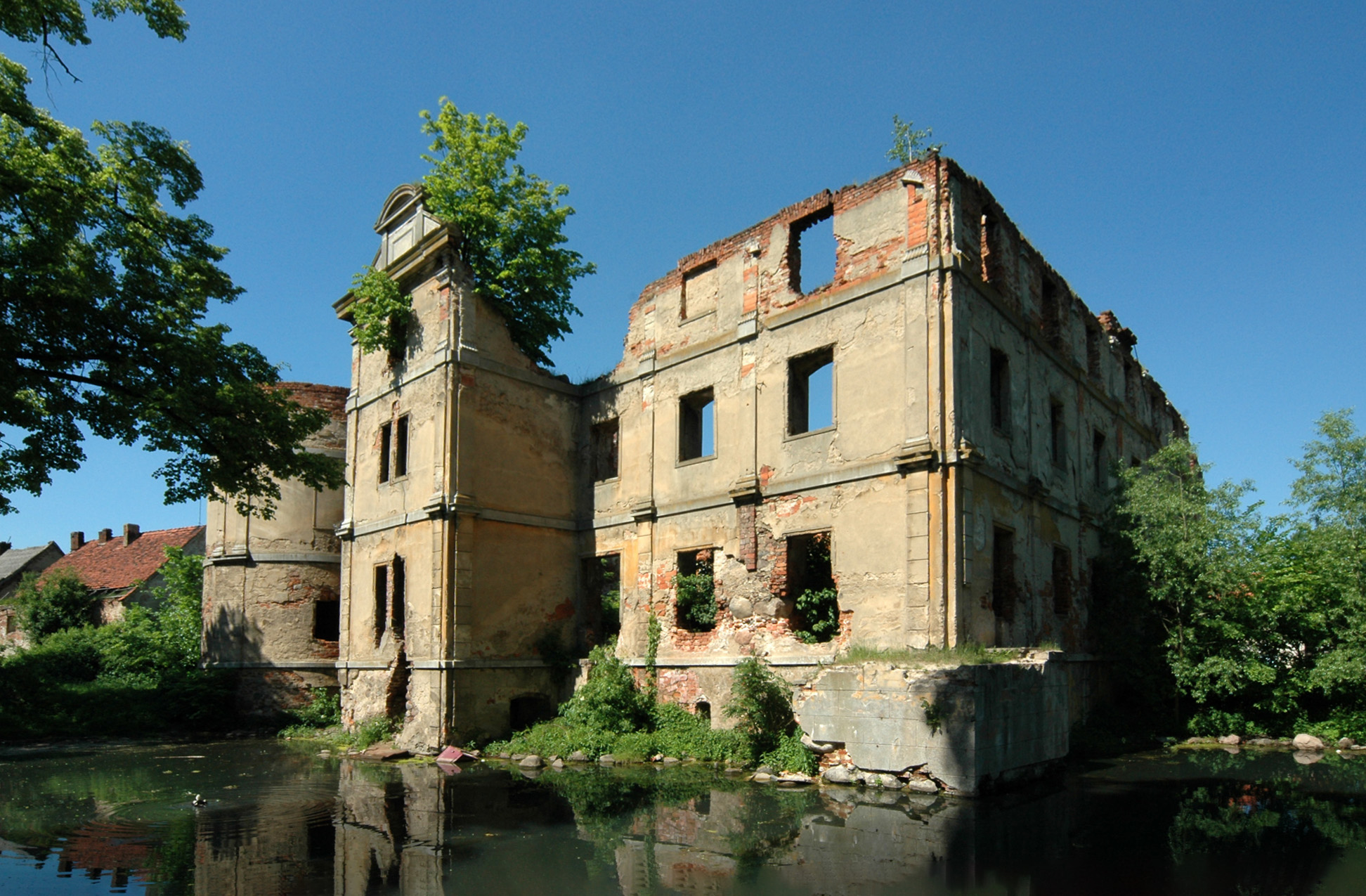
Südost-Ansicht
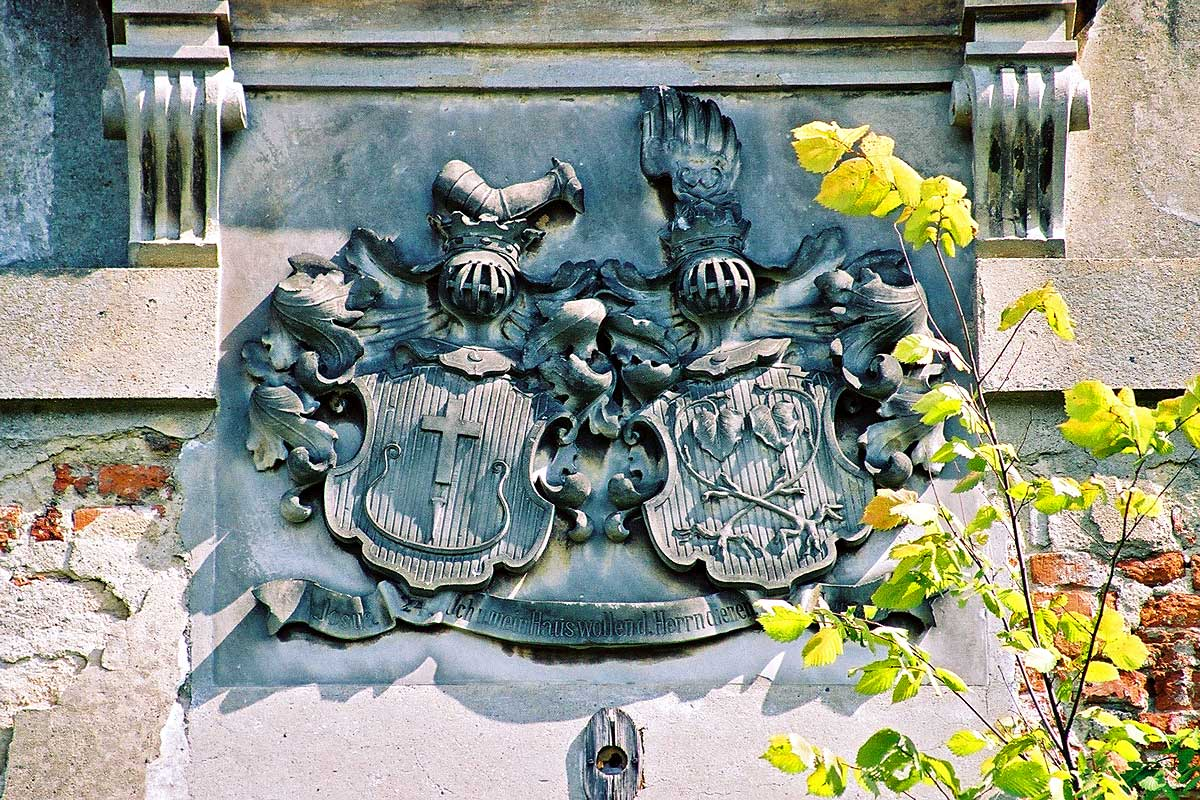
Allianzwappen an der Westfassade
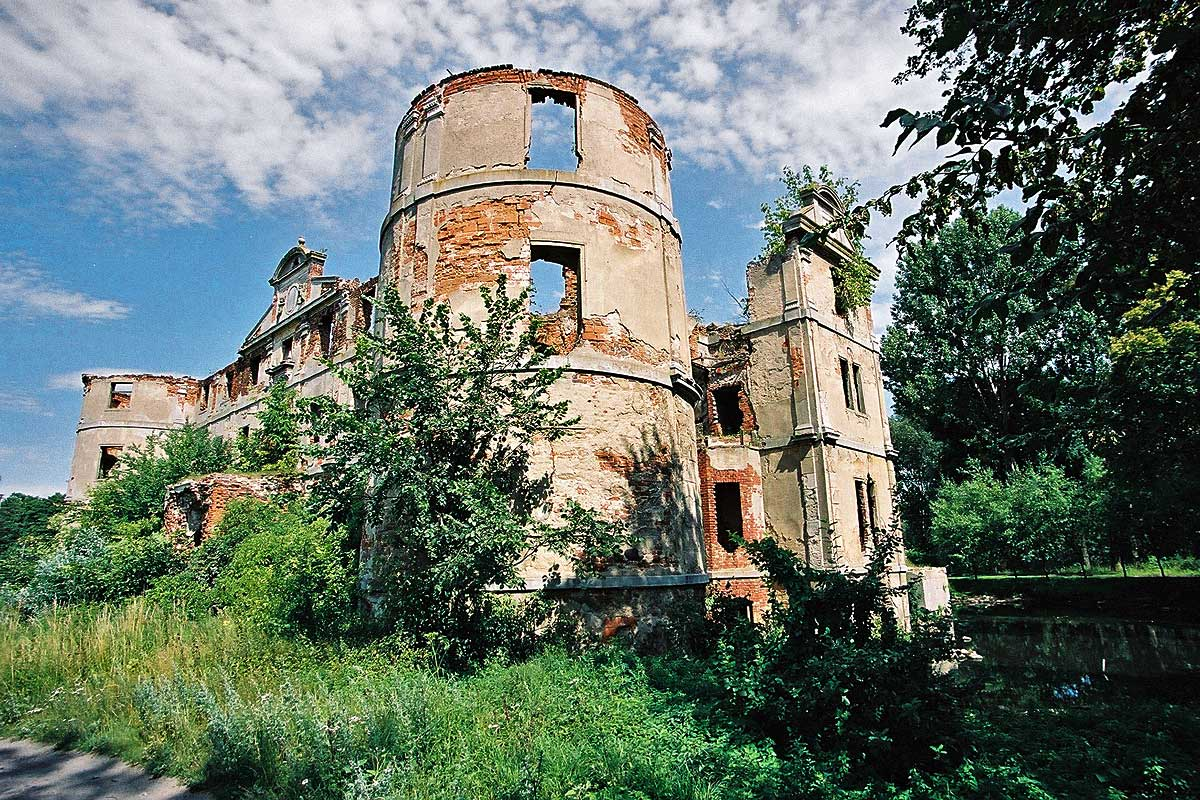
Südwest-Ansicht
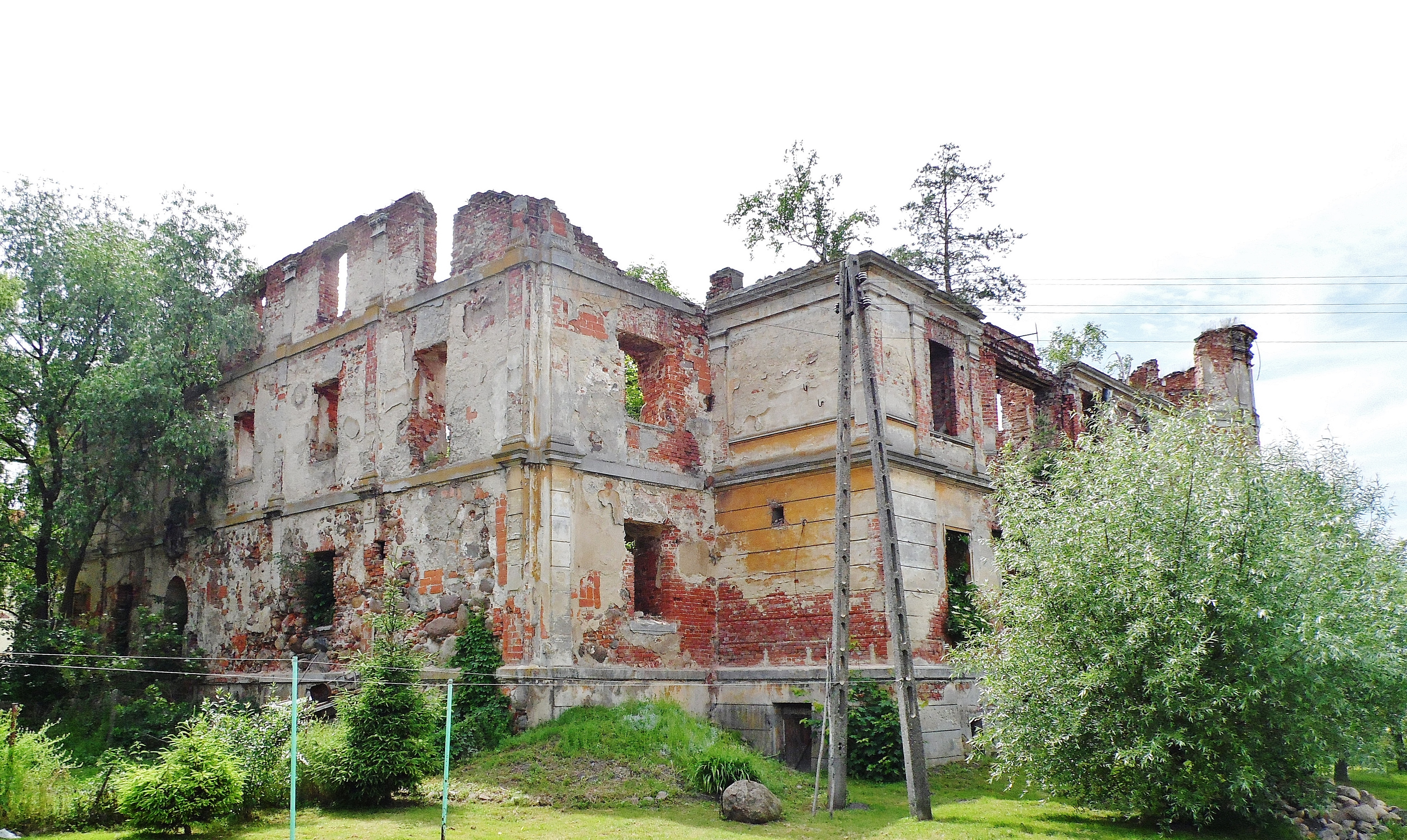
Nordost-Ansicht